# Olympique Lyonnais 1998-1999
Questa voce raccoglie le informazioni riguardanti l'Olympique Lyonnais nelle competizioni ufficiali della stagione 1998-1999.

## Maglie e sponsor
Lo sponsor tecnico per la stagione 1998-1999 è Adidas, mentre lo sponsor ufficiale è Sodexho.
| Manica sinistra · Manica sinistra · Maglietta · Maglietta · Manica destra · Manica destra · Pantaloncini · Pantaloncini · Calzettoni · Calzettoni |

## Rosa
| N. |                    | Ruolo | Calciatore             |
| -- | ------------------ | ----- | ---------------------- |
| 16 | Francia (bandiera) | P     | Luc Borrelli           |
| 1  | Francia (bandiera) | P     | Grégory Coupet         |
| 5  | Polonia (bandiera) | D     | Jacek Bąk              |
| 12 | Francia (bandiera) | D     | Serge Blanc            |
| 17 | Francia (bandiera) | D     | Jérémie Bréchet        |
| 3  | Francia (bandiera) | D     | Patrice Carteron       |
| 15 | Francia (bandiera) | D     | Christophe Delmotte    |
| 8  | Francia (bandiera) | D     | Jean-Christophe Devaux |
| 13 | Francia (bandiera) | D     | Hubert Fournier        |
| 4  | Francia (bandiera) | D     | Florent Laville        |
| 24 | Francia (bandiera) | D     | Cédric Uras            |
| 25 | Francia (bandiera) | C     | Christian Bassila      |

| N. |                     | Ruolo | Calciatore        |
| -- | ------------------- | ----- | ----------------- |
| 10 | Francia (bandiera)  | C     | Vikash Dhorasoo   |
| 19 | Francia (bandiera)  | C     | David Hellebuyck  |
| 22 | Francia (bandiera)  | C     | David Linarès     |
| 18 | Francia (bandiera)  | C     | Steed Malbranque  |
| 27 | Francia (bandiera)  | C     | Patrice Ouerdi    |
| 6  | Francia (bandiera)  | C     | Philippe Violeau  |
| 14 | Francia (bandiera)  | A     | Alain Caveglia    |
| 7  | Francia (bandiera)  | A     | Christophe Cocard |
| 9  | Svizzera (bandiera) | A     | Marco Grassi      |
| 21 | Camerun (bandiera)  | A     | Joseph-Désiré Job |
| 20 | Mali (bandiera)     | A     | Frédéric Kanouté  |